# Rai
RAI (Radiotelevisione Italiana, до 1954 року назва RAI розшифровувалася як Radio Audizioni Italiane) — національна суспільна телерадіокомпанія Італії. Є однією з 23 компаній-засновників Європейського мовного союзу.

## Історія

### Запуск радіо на середніх хвилях (1924—1944)
27 серпня 1924 був створений URI (Unione radiofonica italiana — Італійський радіомовний союз), 6 жовтня 1924 URI на середніх хвилях запустив радіостанцію 1-RO. 17 листопада 1927 р. URI був перейменований в EIAR (Ente italiano per le audizioni radiofoniche — Італійський фонд радіомовних передач). У 1929 році EIAR спільно з іншими державними і громадськими радіокомпаніями брала участь у створенні IBU. У 1930 р. EIAR на коротких хвилях запустив свою міжнародну радіостанцію Радіо Рим англійською та італійською мовами в напрямку США, в 1935 році іспанською, португальською та італійською в напрямку держав Латинської Америки, в 1939 році англійською мовою в напрямку Південно-Східної Азії і Європи. 21 лютого 1938 був введений податок на радіоприймачі. 21 березня того ж року EIAR на середніх хвилях запустив радіостанцію Rete Azzurra (Синя мережу), 1-RO стала Rete Rossa (Червона мережа).

### Запуск телебачення і FM (1954—1985)
3 січня 1954 р. RAI запустила на метрових хвилях в стандарті 625 рядків телеканал Programma Nazionale (Національна програма), RAI була перейменована в Radiotelevisione Italiana. У 1959 р RAI через дротове радіомовлення запустила радіостанції IV Canale Filodiffusione і V Canale Filodiffusione. 4 листопада 1961 р. RAI запустила на дециметрових хвилях телеканал — Secondo Programma (Друга програма). У цей період радіостанції Rai стали віщати на ультракоротких хвилях.

### Запуск кольорового телебачення (1975—1985)
14 квітня 1975 року було створено Парламентську комісію загального керівництва і контролю мовлення (Commissione parlamentare per l'indirizzo generale e la vigilanza dei servizi radiotelevisivi) і частково скасована монополія Rai — приватні телекомпанії отримали право мовити через кабельне телебачення на провінційному рівні. У 1976 р Programma Nazionale була перейменована в Rai TV3[джерело?], Secondo Programma в Rai TV2, Programma Nazionale в Rai Radio 1, Secondo Programma в Rai Radio 2, Terzo Programma радіо в Rai Radio 3, IV Canale Filodiffusione в Rai Radio FD4, V Canale Filodiffusione в Rai Radio FD5[джерело?].
У 1977 році Rai TV1 і Rai TV2 були переведені в стандарт PAL. 15 грудня 1979 р. RAI запустила на дециметрових хвилях телеканал Rai TV3, з цього ж періоду канали Rai почали транслювати регулярні логотипи. У 1982 році Rai запустила радіостанції RaiStereoUno, RaiStereoDue і RaiStereoNotte. У 1983 р. Rai TV1 була перейменована в Rai 1, Rai TV2 в Rai 2, Rai TV3 в Rai 3. У 1984 році був запущений телетекст Rai — Televideo.

### Запуск супутникової платформи (1997—1999)
1997 року РАІ займала перше місце за кількістю аудиторії серед інших телегруп Італії, обганяючи при цьому телевізійний холдинг «Медіасет» Сільвіо Берлусконі.
У 1997 році було створено дочірнє підприємство RaiSat і запущена супутникова платформа, яка запустила чотири супутникових каналів — Rai Sat 1, Rai Sat 2, Rai Sat 3 і Rai Sat Nettuno, а в 1999 році ще два — RaiSat Cinema та Rai Sport Satellite . У 1999 році Rai Sat 1 був розділений на RaiSat Show і RaiSat Album, Rai Sat 2 був перейменований в RaiSat Ragazzi, Rai Sat 3 в Rai Educational Sat (у 2000 р. розділений на Rai Edu Lab 1 і Rai Edu Lab 2). У 2002 році вони були перейменовані в Rai Edu 1 і Rai Edu 2, Rai Sat Nettuno в Rai Sat Nettuno Lezioni Universitarie. У тому ж році Rai запустила супутниковий телеканал RaiNews24. У 2003 році RaiSat Show був перейменований в RaiSat Extra, RaiSat Album в RaiSat Premium, Rai Sat Nettuno Lezioni Universitarie був розділений на Rai Nettuno Sat Uno і Rai Nettuno Sat Due, в 2006 році RaiSat Ragazzi був розділений на RaiSat YOYO і RaiSat Smash. У 2009 році Rai Nettuno Sat Due був закритий.

## Логотип
Змінив 5 логотипів. Нинішній — 6-ий за рахунком.
- У 1991—1997 роках логотипом була абревіатура «RAI» синього кольору, на смужці в букві «A» був італійський прапор, праворуч словосполучення «Radio Televisione Italiana» синього кольору.
- У 1997—2001 роках логотипом був темно-синій овал, усередині земна куля, зверху та знизу помаранчеві півкільця, зверху абревіатура «RAI» темно-синього кольору, знизу по дузі слово «International» синього кольору.
- У 2001—2008 роках логотипом був жовтий ромб, всередині нього блакитна земна куля, знизу абревіатура «RAI» синього кольору, вгорі синя смуга зі словом «International» білого кольору.
- У 2008—2009 роках логотипом було помаранчеве коло із зображенням міста, справа знизу слово «Raitalia» білого кольору.
- У 2009—2013 роках логотипом були два ореоли синього кольору вгорі та знизу, ліворуч від нього слово «Rai» синього кольору, праворуч від нього слово «Italia» синього кольору.
- З 2013 логотипом є синій квадрат, всередині якого слово «Rai» білого кольору, праворуч слово «Italia» синього кольору.

## Основні телеканали
- Rai 1 — загальний

Інформаційна програма Telegiornale 1 (10-хвилинний випуск о 16.00, 30-хвилинний — о 20.00)
- Rai 2 — розважальний

Інформаційна програма Telegiornale 2 (30-хвилинні випуски о 18.20 і 20.30)
- Rai 3 — культура

Інформаційна програма Telegiornale 3 (25-хвилинні випуски о 12.00 і 14.20, 30-хвилинний о 19.00)
- Rai 4
- Rai 5
- Rai Movie
- Rai Premium
- Rai Gulp
- Rai YoYo
- Rai Storia
- Rai Scuola
- Rai News
- Rai Sport 1
- Rai Sport 2
- Euronews

## Основні радіостанції

### Rai Radio 1
Rai Radio 1 — перша радіостанція італійської суспільно-правової телерадіокомпанії RAI, що спеціалізується на новинах, спорті, розмовних передачах та популярній музиці.
Rai Radio 1 стала першою в Італії радіостанцією, вона вийшла в ефір 6 жовтня 1924 року.
Однією з найпопулярніших та історичних програм Radio 1 стала футбольне шоу Tutto il calcio minuto per minuto, яка вперше вийшла в ефір 1960 року.
Інформаційна програма Giornale Radio 1 на початку кожної години. Обласна інформаційна програма Giornale Radio Regione.
- Офіційний сайт  (італ.)

### Rai Radio 2
Rai Radio 2— друга радіостанція італійської суспільно-правової телерадіокомпанії RAI, що спеціалізується на розмовних передачах та популярній музиці.
Вона вийшла в ефір наприкінці 1933 року.
Rai Radio 2 є однією з найпопулярніших радіостанцій Італії, її основне шоу — Viva Radio2, також популярні Il ruggito del coniglio, Caterpillar і Condor.
Інформаційна програма Giornale Radio 2, кілька разів на день на початку середини години (06.30, 07.30, 08.30, 10.30, 12.30, 13.30, 17.30, 19.30, 21.30, 23.30).
- Офіційний сайт (італ.)

### Rai Radio 3
Rai Radio 3 — третя радіостанція італійської суспільно-правової телерадіокомпанії RAI, що спеціалізується на культурі та класичній музиці.
Вона була заснована наприкінці 1950 року.
Інформаційна програма Giornale Radio 3, кілька разів на день на початку останньої чверті години (06.45, 08.45, 10.45, 13.45, 16.45).